# Heinrich Lewy
Heinrich Lewy (geboren 29. September 1863 in Breslau; gestorben nach 1928) war ein deutscher Klassischer Philologe und Gymnasiallehrer.

## Leben
Heinrich Lewy war der Sohn des jüdischen Kaufmanns Meyer Lewy (gestorben 1900) und der Bertha geb. Miro, einer Tochter des Breslauer Reformrabbiners Heinrich Miro (1789–1854). Er besuchte von 1870 bis 1881 das Gymnasium zu St. Elisabeth in Breslau. Anschließend studierte er Klassische Philologie an den Universitäten Breslau und Berlin. Am 22. Januar 1885 wurde er in Breslau bei August Rossbach zum Dr. phil. promoviert. Am 27. Mai 1887 bestand er die Staatsprüfung für den höheren Schuldienst und erhielt die volle Lehrberechtigung in den Fächern Latein, Griechisch, Hebräisch und philosophische Propädeutik, sowie im Fach Geschichte bis zur Sekunda.
Nach dem Probejahr am Gymnasium zu St. Elisabeth in Breslau (1887/88) ging er zum September 1889 als Hilfslehrer an das Gymnasium zu Mülhausen in Elsaß-Lothringen. Am 17. Juli 1893 erhielt er dort eine Festanstellung als Oberlehrer; später verlieh ihm das preußische Unterrichtsministerium den Professorentitel und den Rang der Räte IV. Klasse. Im Herbst 1917 wechselte Lewy an das Lyzeum zu Straßburg im Elsass. Von dort wurde er nach dem Ende des Ersten Weltkriegs wie alle deutschen Reichsangehörigen vertrieben. Er verließ Straßburg am 1. Februar 1919 und kämpfte einige Jahre lang um seine Anstellung im preußischen Schuldienst. Zum 1. Oktober 1921 wurde er als Studienrat am Leibniz-Gymnasium am Mariannenplatz in Berlin angestellt (heute: Nürtingen-Grundschule), wo er bis zu seinem Eintritt in den Ruhestand (1. Oktober 1928) tätig war. 
Während seiner gesamten Laufbahn widmete sich Lewy wissenschaftlichen Studien. Von seinem frühen Forschungsschwerpunkt, dem antiken griechischen Recht, ging er mehr und mehr zur vergleichenden Sprach- und Kulturwissenschaft über. Er untersuchte insbesondere die Einflüsse semitischer Sprachen auf das Griechische und beschäftigte sich mit orientalischen synkretistischen Religionen. Seine Studien veröffentlichte er als Beilagen zum Schulprogramm und als Aufsätze in wissenschaftlichen Zeitschriften (Glotta, Philologus). Außerdem verfasste er zahlreiche Artikel für Wilhelm Heinrich Roschers Ausführliches Lexikon der griechischen und römischen Mythologie.

## Schriften (Auswahl)
- De civili condicione mulierum Graecarum. Dissertation Breslau 1885 (Digitalisat, S. 70 Lebenslauf).
- Altes Stadtrecht von Gortyn auf Kreta. Gärtner, Berlin 1885 (Digitalisat).
- Die semitischen Fremdwörter im Griechischen. Gärtner, Berlin 1895 (Digitalisat).